# Dobra (gemeente in powiat Limanowski)
De gemeente Dobra is een landgemeente in het Poolse woiwodschap Klein-Polen, in powiat Limanowski.
De zetel van de gemeente is in Dobra.
Op 30 juni 2004 telde de gemeente 9337 inwoners.

## Oppervlakte gegevens
In 2002 bedroeg de totale oppervlakte van gemeente Dobra 109,05 km², waarvan:
- agrarisch gebied: 46%
- bossen: 47%

De gemeente beslaat 11,46% van de totale oppervlakte van de powiat.

## Demografie
Stand op 30 juni 2004:
| Omschrijving                   | Totaal | Totaal | Vrouwen | Vrouwen | Mannen | Mannen |
| ------------------------------ | ------ | ------ | ------- | ------- | ------ | ------ |
| eenheid                        | aantal | %      | aantal  | %       | aantal | %      |
| inwoners                       | 9337   | 100    | 4649    | 49,8    | 4688   | 50,2   |
| bevolkingsdichtheid (inw./km²) | 85,6   | 85,6   | 42,6    | 42,6    | 43     | 43     |

In 2002 bedroeg het gemiddelde inkomen per inwoner 1276,88 zł.

## Administratieve plaatsen (Solectwo)
- Chyszówki
- Dobra (gemeentezetel)
- Gruszowiec
- Jurków
- Porąbka
- Półrzeczki
- Przenosza
- Skrzydlna
- Stróża
- Wilczyce
- Wola Skrzydlańska

## Aangrenzende gemeenten
Jodłownik, Kamienica, Mszana Dolna, Słopnice, Tymbark, Wiśniowa